# Жамбылский сельский округ (Сарыагашский район)
Жамбылский  сельский округ — административно-территориальное образование в Сарыагашском районе Туркестанской области.

## Население
Население — 3229 человек (2009; 2551 в 1999).

## Административное устройство
1. село Жамбыл
2. село Ашикуль
3. село Байгабыл
4. село Калгансыр
5. село Майдабозай